# Werewolf (série de televisão)
Werewolf (em português:  O Lobisomem Ataca de Novo ou O Lobisomem Ataca Outra Vez) é uma série de televisão dos Estados Unidos criada por Frank Lupo. Foi protagonizada por John J. York, Lance LeGault e Chuck Connors.
No Brasil, foi exibida pela Rede Globo.

## História
Eric Cord (John J. York) é surpreendido por Ted, seu melhor amigo, que entrega a ele uma pistola cheia de balas de prata e pede ao rapaz para que o matasse, alegando que era a única saída. Eric vê um pentagrama vermelho na mão direita de Ted e descobre que a transformação estava prestes a acontecer. Percebendo a desconfiança de Eric, Ted decide colocar a situação à prova, pedindo para ser amarrado a uma cadeira até a meia-noite e esperando se Eric pediria ajuda profissional ou não. O estudante é atacado pelo próprio amigo (agora transformado em lobisomem), porém dispara um tiro em Ted, que morre na hora.
Culpado pela morte do amigo, Eric decide sair em busca do criador de sua "linhagem", o misterioso Janos Skorzeny (Chuck Connors), visando colocar ponto final na maldição. No final da série, descobre-se que Skorzeny não era o responsável, e sim Nicholas Remy (Brian Thompson), um lobisomem ainda mais poderoso.

## Elenco
- John J. York - Eric Cord
- Lance LeGault - Alamo Joe Rogan
- Chuck Connors - Janos Skorzeny
- Brian Thompson - Nicholas Remy
- Ethan Phillips - Eddie Armondo
- David Cowgill - Lansford
- Chuck Long - Eddie Cord
- Alex Daniels - Mime
- Todd Bryant - Skorzeny jovem
- Henry Beckman - Doc
- Kim Johnston Ulrich - Diane Bathory
- Ben Zeller - Bob Phillips

## Episódios
Werewolf teve 29 episódios em apenas uma temporada, entre 1987 e 1988. Boa parte deles foi gravada em Salt Lake City, no estado de Utah.

## Lançamento em DVD
Inicialmente, Werewolf seria lançado pela Shout! Factory em DVD em 6 de outubro de 2009, porém foi adiada para o dia 20. Problemas de licenciamento referentes a 3 músicas inviabilizaram o lançamento, que nunca ocorreu